# Stolnica Matere Božje, Antwerpen
Stolnica Matere Božje (nizozemsko Onze-Lieve-Vrouwekathedraal) je rimskokatoliška stolnica v Antwerpnu v Belgiji v antwerpenski škofiji. Graditi so jo začeli leta 1352. Prva faza je bila sicer končana leta 1521, a ni bila nikoli dokončana. V gotskem slogu sta jo oblikovala arhitekta Jan in Pieter Appelmans. V njej je veliko pomembnih del baročnega slikarja Rubensa, pa tudi drugih umetnikov, kot so Otto van Veen, Jacob de Backer in Marten de Vos.
Zvonik stolnice je na Unescovem seznamu kulturne svetovne dediščine med zvoniki Belgije in Francije ( Belfries of Belgium and France).

## Zgodovina
Kjer danes stoji stolnica, je bila med 9. do 12. stoletjem majhna Marijina kapela, ki je leta 1124 postala župnijska cerkev. V 12. stoletju jo je zamenjala večja romanska cerkev (dolga 80 metrov in široka 42 metrov). 
Leta 1352 so začeli graditi novo cerkev, ki je postala največja gotska cerkev v Belgiji. V začetku je bilo predvideno, da bo imela dva stolpa enake višine. Leta 1521 je bila po skoraj 170 letih nova Marijina cerkev končana. Južni stolp je bil zgrajen le do tretjega nadstropja.
V noči s 5. na 6. oktober 1533 je novo cerkev zajel požar, vendar je županu Lancelotu II. Urselu uspelo rešiti zgradbo. Drugi stolp zato ni bil narejen. Leta 1559 je cerkev postala stolnica škofije v Antwerpnu, a je po konkordatu leta 1801 ta naslov izgubila vse do leta 1961. Med ikonoklazmom so 20. avgusta 1566 (beeldenstorm na začetku osemdesetletne vojne) so protestanti uničili velik del notranjosti stolnice. Ko je leta 1581 Antwerpen prišel pod protestantsko upravo, so bili številni likovni zakladi znova uničeni, odstranjeni ali prodani. Leta 1585 se je vrnila  rimskokatoliška oblast, ko se je začel zaton Antwerpna.

Leta 1794 so francoski revolucionarji, ki so osvojili pokrajino, oropali stolnico in povzročili veliko škodo. Okoli leta 1798 jo je francoska uprava nameravala porušiti, vendar so jo vedno obnovili. Leta 1816 so iz Pariza vrnili razna pomembna umetniška dela, med njimi tri Rubensove mojstrovine. Cerkev je bila v 19. stoletju povsem obnovljena in prenovljena.
Med letoma 1965 in 1993 so jo povsem restavrirali.

### Glasbeno življenje
V začetku 15. stoletja je stolnični zbor začel razvijati glasbeno življenje, zato se je pomen stolnice v zgodovini glasbe kmalu povečal. Johannes Ockeghem, eden najpomembnejših skladateljev 15. stoletja, je bil leta 1443 v njej vikar pevec, med letoma 1492 in 1497 pa tudi Jacob Obrecht. Organista v stolnici sta bila tudi Henry Bredemers (1493–1501), ki je postal učitelj otrok Filipa Lepega, in priznani angleški skladatelj John Bull (1615–1628), ki je pobegnil v Flandrijo iz svoje matične države. Od leta 1725 do 1731 je bil v njej kapelnik Willem de Fesch, od leta 1731 do 1737 pa Joseph-Hector Fiocco. Manj znane, a lokalno pomembne osebe, kot sta Jacobus Barbireau in Andreas Pevernage, so tudi delali v stolnici.

## Arhitekturni detajli
Stolnica je sedemladijska s transeptom in korom z žarkastimi kapelicami. Od načrtovane fasade na zahodu je bil v 16. stoletju zgrajen le severni stolp, ki pa je mojstrovina poznogotske arhitekture s svojo višino 123 min tudi filigransko obliko. Nedokončan stolp je bil zaprt s tremi stopnjami lesene konstrukcije. Prav tako je pomemben skoraj plavajoč osmerokotnik, ki vodi od kvadratnega preseka križiščnega stolpa do strehe.
Cerkveni stolp je najvišji cerkveni stolp v Beneluksu. Karel V., sveti rimski cesar, je menil, da bi morali stolp hraniti pod steklom, Napoleon pa je primerjal stolp z mechlinsko čipko.  Zvonik v stolpu ima 16 obročev zvonov. 
Na zahodnem portalu so kipi, med katerimi je tudi kip anglosaškega misijonarja in svetnika Vilibrorda (658–739, 'apostol Frizijcev', prvi škof Utrechta). Mislijo, da je v 7. stoletju nekaj časa preživel v Antwerpnu.

## Podatki
Nekatera dejstva o stolnici so:
- notranja dolžina: 118 m
- višina severnega stolpa: 123 metrov
- višina južnega stolpa: 65,3 metra
- srednja višina glavne ladje: 28 metrov
- višina lanterne ali križiščni stolp: 43 metrov
- največja širina ladje: 53,5 metra
- skupna površina tal: 8000 kvadratnih metrov
- površina strehe: več kot 10.000 kvadratnih metrov
- 2400 sedežev, načeloma lahko stolnica sprejme 25.000 ljudi
- stolnica ima 7 ladij, 125 stebrov in 128 oken (od katerih je 55 vitrajev)
- leta 1533 je bilo v stolnici 57 stalnih oltarjev
- Schinove orgle iz 19. stoletja imajo 90 registrov in 5770 cevi
- stolnica ima kariljon z 49 zvonovi
- najtežji zvon je Karolus (1507), ki tehta 6434 kilogramov
- vzdrževanje stolnice stane 1,5 milijona evrov letno

## Umetniška dela
Stolnica ima nekaj večjih umetniških Rubensovih del:
- Dvigovanje križa,
- Marijino vnebovzetje,
- Snemanje s križa.

Dve od teh umetniških del, Dvigovanje križa (ki je bil pravzaprav glavni oltarski del cerkve svete Valburge) in Snemanje s križa je Napoleon zaplenil in odnesel v Francijo, a so ju v 19. stoletju vrnili v stolnico.

## Grobnice
V stolnici so grobnice nekaj škofov, pomembnih družin, politikov in umetnikov, kot so:
- Cornelis de Vos, flamski slikar
- Peter Verbrugghen I., flamski baročni kipar
- Jan Wildens, slikar krajinar
- Henricus de Moy, tast Filipa I. Rubensa (brata Petra Paula Rubensa)
- Hubert Waelrant, renesančni skladatelj